# Допінг для янголів
«Допінг для янголів» — радянський художній фільм 1990 року, знятий на Кіностудії ім. О. Довженка.

## Сюжет
Тобі вночі наснився Янгол, а вранці ти знайшов подарунок під дверима. І як би не здавався сон реальністю — це підношення швидше від підступного спокусника, і Янгол тут ні до чого. А якщо ти ще й непідкупний ревізор, то завжди знайдеться якийсь хитрий спокусник, який спробує зробити так, щоб тобі перестали снитися ночами Янголи…

## У ролях
- Альберт Філозов — Клавдій Іванович Родимцев
- Лія Ахеджакова — Ніна Павлівна
- Лариса Удовиченко — Тамара Родимцева
- Віктор Борцов — Бабахін
- Ксенія Рябінкіна — Валя Бабахіна
- Яна Яковенко — Катя, дочка Родимцева
- Олександр Мілютін — Павло, водій швидкої допомоги
- Борис Александров — епізод
- Анатолій Барчук — епізод
- Анатолій Білий — людина Бабахіна
- Петро Бенюк — виконроб
- Олексій Горбунов — людина Бабахіна
- Микола Гудзь — наступник Усачова
- Георгій Дворников — робочий
- Віктор Демерташ — співробітник
- Галина Довгозвяга — епізод
- В'ячеслав Дубінін — епізод
- Юрій Дубровін — затриманий
- Олена Зайцева — епізод
- Михайло Ігнатов — робочий
- Маргарита Криницина — співробітниця
- Юрій Крітенко — Півень
- В. Кирюшин — епізод
- Людмила Лобза — епізод
- Валентина Масенко — епізод
- Юрій Мисенков — епізод
- Галина Нехаєвська — співробітниця
- Валерій Панарін — епізод
- Вілорій Пащенко — Усачов
- Сергій Підгорний — людина Бабахіна
- Сергій Пономаренко — людина Бабахіна
- Юрій Рудченко — майор міліції
- Сергій Сібель — начальник
- Ігор Стариков — людина Бабахіна
- Ірина Терещенко — епізод
- Алла Усенко — співробітниця
- Олена Чекан — епізод
- Віктор Черняков — епізод
- Костянтин Шафоренко — лейтенант міліції
- Василь Фущич — епізод
- Олександр Мірошниченко — Андрій

## Знімальна група
- Режисер-постановник — Володимир Попков
- Сценаристи — Олег Колесников, Роман Фурман
- Оператори-постановники — Валерій Анісімов, Павло Небера
- Композитор — Олег Ківа
- Художник-постановник — В'ячеслав Єршов